# Lasiodora parahybana
Lasiodora parahybana (лат.) — вид павуків-птахоїдів з роду Lasiodora. Вид був вперше виявлений в 1917 на околиці міста Кампіна Гранде, в бразильському штаті Параїба. Це ендемік, якого можна знайти тільки в цьому штаті. У коконі понад 2000 яєць. Павучата ростуть досить швидко. Самці досягають статевої зрілості у віці 1-1,5 року, а самки – у 2-2,5 року. Харчуються в основному комахами, рідко дрібними ящірками і гризунами.
Не дуже агресивні стосовно людей. При небезпеці зчісують пекучі волоски . Тому не рекомендується тримати павуків близько до очей. У деяких людей волоски можуть викликати алергічну реакцію.

## Зовнішній вигляд

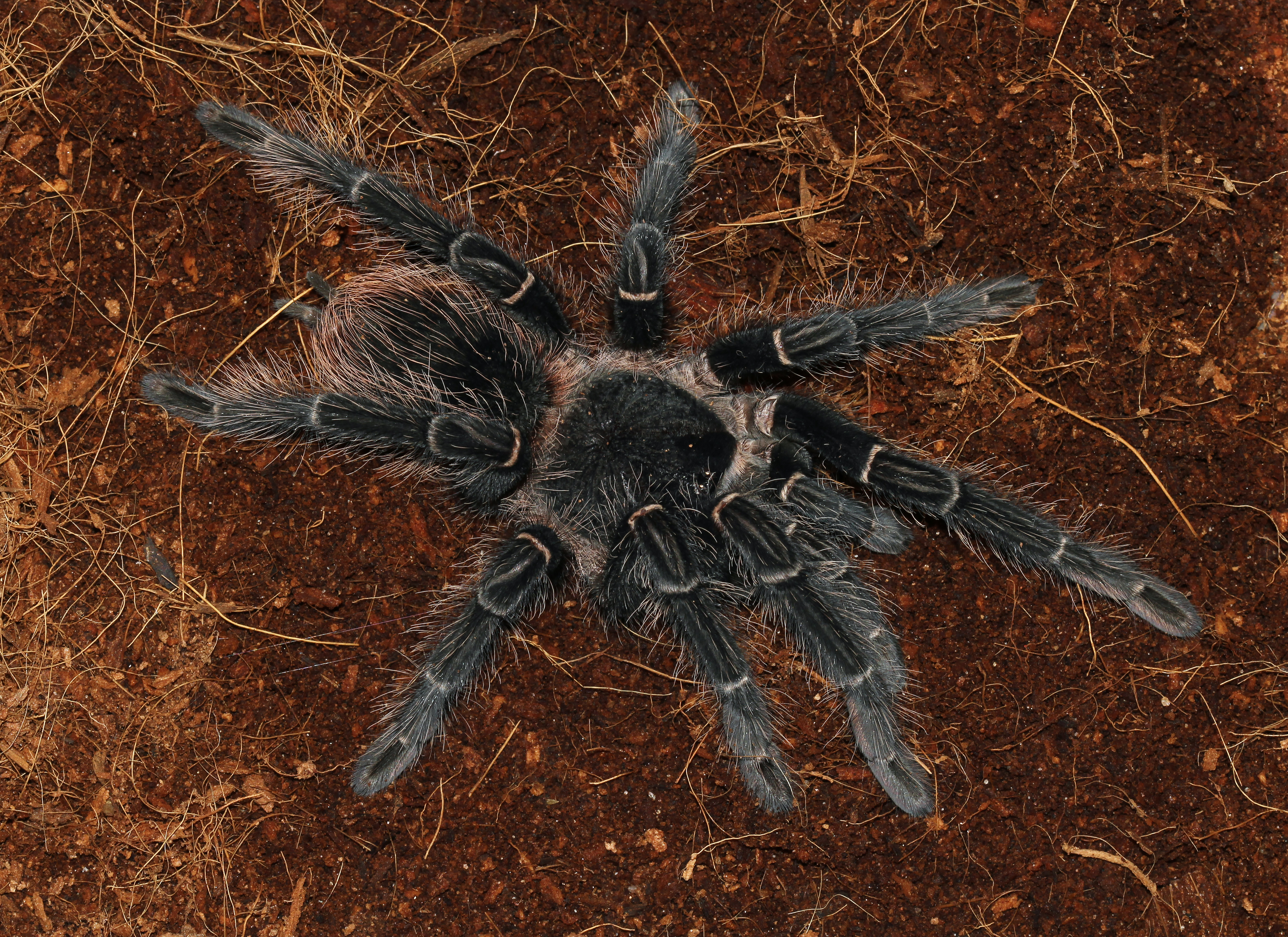
Lasiodora parahybana, самець

Є одним із найбільших павуків у світі. Довжина тіла 8-10 см, розмах лап до 25 см, самки більші за самців. Молодняк має світле забарвлення тіла, яке згодом темніє до майже чорного кольору. Волосся червоного відтінку.
Даний вид має зовнішню схожість з Lasiodora klugi, проте помітно більший і має менш яскраве забарвлення волосків.

## Утримання в неволі
Наземний вид. Досить активні та невибагливі в утриманні. Павуки цього виду віддають перевагу температурі 20-28 °C і високу вологість (до 80%). Як кормові об'єкти добре підійдуть мармурові і мадагаскарські таргани. Великі особини можуть харчуватися мишами та ящірками. Тривалість життя у самок: близько 25 років. Самці в середньому живуть 2-3 роки.

## Отрута
Нейротоксин Lasiotoxin-2 (LpTX2) . Для людини малонебезпечний, але укус може бути смертельним для домашніх тварин.
Павук не відрізняється високою агресією та рідко застосовує отруту при укусі людини; однак, через значні розміри хеліцерів, укус може бути болючим і викликати ускладнення від попадання в ранку частинок їжі. Для захисту часто використовує пекучі волоски, які можуть спровокувати алергічну реакцію та спричинити тимчасову сліпоту при попаданні в очі.